# 2012–2013-as orosz labdarúgó-bajnokság (első osztály)
A 2012-2013-as Premjer-Liga az orosz labdarúgó-bajnokság legmagasabb szintű versenyének 11. alkalommal megrendezett bajnoki éve volt, 16 csapat részvételével. Az utolsó két, azaz a 15.-16. helyen végzett csapatok a másodosztályban folytatják, az előttük, azaz a 13.-14. helyen végzett csapatok Osztályzó mérkőzést játszanak, a 2. liga (Pervij Divizion) 3.-4. helyen végzett együtteseivel). A Szabályokról: Minden csapatban legalább 7 orosz állampolgárnak kell lennie.

## Csapatok
| A 2012–2013-as orosz labdarúgó-bajnokság csapatai |                     |              |       |            |
| A csapat teljes neve (rövid neve)                 | A csapat stadionja  | Előző szezon | Elnök | Vezetőedző |
| FK Amkar Perm (Amkar)                             | Zvezda Stadion      |              |       |            |
| FK Anzsi Mahacskala (Anzsi)                       | Dinamo Stadion      |              |       |            |
| PFK CSZKA Moszkva (CSZKA)                         | Kimki Aréna         |              |       |            |
| FK Dinamo Moszkva (Dinamo)                        | Kimki Aréna         |              |       |            |
| FK Krasznodar (Krasznodar)                        | Kuban Stadion       |              |       |            |
| PFK Krilja Szovetov Szamara (Krilja Szovetov)     | Metallurg Stadion   |              |       |            |
| FK Kuban Krasznodar (Kuban)                       | Kuban Stadion       |              |       |            |
| FK Lokomotiv Moszkva (Lokomotiv)                  | Lokomotiv Aréna     |              |       |            |
| FK Rosztov-na-Donu (Rosztov)                      | Olimp-2             |              |       |            |
| FK Rubin Kazany (Rubin)                           | Centralni Stadion   |              |       |            |
| FK Szpartak Moszkva (Szpartak)                    | Luzsnyiki Stadion   |              |       |            |
| FK Alanyija Vlagyikavkaz (Alanyija)               |                     |              |       |            |
| RFK Tyerek Groznij (Tyerek)                       | Akmad Aréna         |              |       |            |
| FK Moldovia Szaranszk (Moldovia)                  | Trud Stadion        |              |       |            |
| FK Volga Nyizsnyij Novgorod (Volga)               | Lokomotiv Stadion   |              |       |            |
| FK Zenit Szentpétervár (Zenit)                    | Petrovszkij Stadion |              |       |            |

## Tabella
| #   | Csapat                    | M  | GY | D  | V  | G+ – G– | GK  | P  | Megjegyzések                                   |
| --- | ------------------------- | -- | -- | -- | -- | ------- | --- | -- | ---------------------------------------------- |
| 1.  | Zenit SzentpétervárCV     | 6  | 4  | 1  | 1  | 15–5    | +10 | 13 | 2012–2013-as Bajnokok Ligája – csoportkör      |
| 2.  | Tyerek Groznij            | 34 | 16 | 13 | 5  | 63–36   | +27 | 61 | 2012–2013-as Bajnokok Ligája – 3. selejtezőkör |
| 3.  | Dinamo Moszkva            | 34 | 17 | 8  | 9  | 52–35   | +17 | 59 | 2012–2013-as Európa-liga – rájátszás           |
| 4.  | Szpartak Moszkva          | 34 | 16 | 11 | 7  | 52–35   | +17 | 59 | 2012–2013-as Európa-liga – 3. selejtezőkör     |
| 6.  | Lokomotiv Moszkva         | 34 | 16 | 9  | 9  | 52–34   | +18 | 57 | 2012–2013-as Európa-liga – 2. selejtezőkör     |
| 5.  | Rubin Kazany              | 34 | 15 | 12 | 7  | 45–29   | +16 | 57 | Felső házi Rájátszás                           |
| 7.  | Anzsi Mahacskala          | 34 | 15 | 11 | 8  | 41–33   | +8  | 56 | Felső házi Rájátszás                           |
| 8.  | Kuban KrasznodarÚ         | 34 | 14 | 9  | 11 | 41–33   | +8  | 51 | Felső házi Rájátszás                           |
|     |                           |    |    |    |    |         |     |    |                                                |
| 9.  | FK Krasznodar Ú           | 32 | 11 | 9  | 12 | 41–45   | −4  | 42 | Alsó házi Rájátszás                            |
| 10. | Rosztov-Na-Donu           | 32 | 9  | 9  | 14 | 35–47   | −12 | 36 | Alsó házi Rájátszás                            |
| 11. | Tyerek Groznij            | 32 | 8  | 8  | 16 | 29–48   | −19 | 32 | Alsó házi Rájátszás                            |
| 12. | Amkar Perm                | 32 | 7  | 10 | 15 | 22–43   | −21 | 31 | Alsó házi Rájátszás                            |
| 13. | Krilja Szovjetov Szamara  | 32 | 7  | 10 | 15 | 22–43   | −21 | 31 | Osztályozó                                     |
| 14. | Volga Nyizsnyij NovgorodÚ | 32 | 8  | 4  | 20 | 25–43   | −18 | 28 | Osztályozó                                     |
| 15. | Szpartak-Nalcsik          | 32 | 6  | 9  | 17 | 28–43   | −15 | 27 | Pervij Gyivizion                               |
| 16. | Tom Tomszk                | 32 | 4  | 9  | 19 | 20–61   | −41 | 21 | Pervij Gyivizion                               |

Utolsó frissítés: Hiba: Érvénytelen idő. 
Forrás: RFPL (oroszul) 
A rangsorolás alapszabályai: 1. pontszám, 2. győzelmek száma, 3. egymás elleni eredmények (pontszám, gólkülönbség, szerzett gólok száma, idegenben szerzett gólok száma), 4. gólkülönbség, 5. szerzett gólok száma, 6. idegenben szerzett gólok száma, 7. előző szezonbeli helyezés, vagy helyosztó-mérkőzés.
(B): Bajnokcsapat, (K): Kieső csapat, (F): Feljutó csapat, (I): Kupainduló, (R): A rájátszás győztese, (KGY): Kupagyőztes

Nincs befejezve.